# SIG SG 516

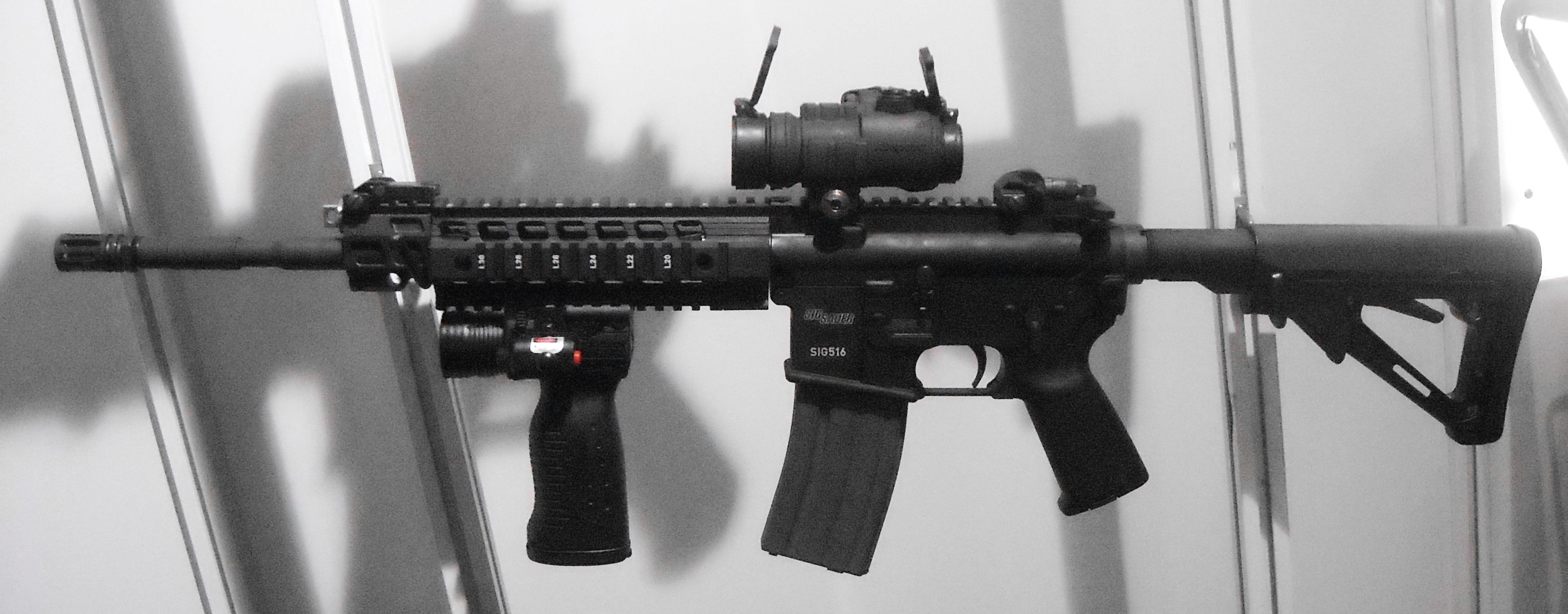

SIG SG 516은 스위스의 총기제조사 스위스 암스 시그 사우어가 생산하는 M4 카빈 카피버전이다.

## 특허
미국 M16 소총, M4 카빈은 특허권이 기간만료되어, 전세계 모든 총기회사가 카피 버전을 생산, 수출할 수 있게 되었다. 다만, 상표권은 기간만료가 되지 않고 유효해서, M16, M4라는 상표명을 사용해서는 안된다.
M16 계열의 특허권 기간만료로, 시그 사우어 SIG516, 독일 H&K HK416, 미국 LWRC M6, 미국 루거 SR556, 중국 노린코 CQ-A, 러시아 칼라시니코프 VEPR-15가 출시되었다.
한국은 M16를 라이센스 생산해서 사용했으나, 특허를 피하고 저렴한 비용으로 군대에 총기를 보급하기 위해 K1A 카빈, K-2 소총을 1970년대에 설계하여, 1980년대 실전배치해 사용중이다. M16 특허권 기간만료로 전세계가 M16 카피를 생산, 수출하는데 비해, 아직도 한국은 M16 계열을 생산하지는 않고 있다.